# Mníchova úboč
Mníchova úboč je přírodní památka v katastrálním území obce Hradište pod Vrátnom v okrese Senica v Trnavském kraji na Slovensku. Území bylo vyhlášeno v roce 1990 a jeho rozloha je 25,26 hektaru. Předmětem ochrany jsou skalní formy georeliéfu a skalní stepi xerotermního charakteru s výskytem ohrožených a chráněných druhů rostlin v Myjavské pahorkatině.